# Times Higher Education
Times Higher Education - THE (anteriormente chamada de The Times Higher Education Supplement) é uma revista inglesa que publica notícias e artigos referente ao ensino superior, fundada em 1971, publicada pela TES Global e afiliada ao jornal The Times.

## Histórico
Desde a sua primeira edição, em 1971, até 2008, a The Times Higher Education Supplement (THES) foi publicada no formato jornalístico e nasceu afiliada ao jornal The Times.
Em janeiro de 2008, foi relançada como uma revista. Ela é publicada pela TES Global, que em 2005 se tornou uma divisão da Rupert Murdoch’s News International. A revista é editada por John Gill. Phil Baty é o editor-geral, e responsável pela cobertura internacional. Ele também é o editor da revista World University Rankings.
A revista apresenta uma coluna satírica fictícia, escrita por Laurie Taylor, a poppletoniana, que reflete sobre o cotidiano na fictícia Universidade de Poppleton.

Em 2011 a Times Higher Education foi premiada com os títulos de “Revista Semanal de Negócios do Ano” e “Marca de Mídia de Negócios do Ano” pela Professional Publishers Association.